# 島袋秀光
島袋 秀光（しまぶくろ ひでみつ、1940年 - ）は沖縄県具志川市（現うるま市）出身の元沖縄テレビ放送アナウンサー。
1964年沖縄テレビ入社。当時から報道番組担当アナウンサーとして出演し、アメリカ合衆国領・琉球政府時代から、1972年の日本国本土復帰までの激動の時代の沖縄を取材し、特に本土復帰が確定した1971年には、様々な諸問題が起きたことから、その特別番組が放送されたが、アメリカ占領時代は、アメリカ軍の厳正な検閲があり、その検閲の目を気にしながら放送を行ったという。
その後も延べにして32年間にわたってアナウンサー・解説委員など報道の第一線で活躍する傍ら琉球大学非常勤講師を務め、定年後は、沖縄県広報アドバイザーを歴任した。